# Нидерзајн
Нидерзајн (њем. Niedersayn) општина је у њемачкој савезној држави Рајна-Палатинат. Једно је од 192 општинска средишта округа Вестервалд. Према процјени из 2010. у општини је живјело 201 становника. Посједује регионалну шифру (AGS) 7143275.

## Географски и демографски подаци
Нидерзајн се налази у савезној држави Рајна-Палатинат у округу Вестервалд. Општина се налази на надморској висини од 340 метара. Површина општине износи 2,8 km². У самом мјесту је, према процјени из 2010. године, живјело 201 становника. Просјечна густина становништва износи 71 становника/km².